# Liste des conseillers de la métropole de Lyon
Pour un article plus général, voir Conseil de la métropole de Lyon.
Cet article présente la liste des conseillers de la métropole de Lyon, au nombre de 150, pour la période 2020-2026, à l'issue des élections métropolitaines des 15 mars et 28 juin 2020.
La métropole de Lyon est une collectivité territoriale française à statut particulier.

## Évolution du mode d'élection des conseillers

Carte des circonscriptions de la métropole à partir de 2020.
Lônes et coteaux
Lyon-Centre
Lyon-Est
Lyon-Nord
Lyon-Ouest
Lyon-Sud
Lyon-Sud-Est
Ouest
Plateau Nord-Caluire
Porte des Alpes
Portes du Sud
Rhône Amont
Val de Saône
Villeurbanne

Depuis 2020, le conseil de la métropole, comprenant 150 membres, au lieu des 166 prévus à l'origine, est élu en même temps que les conseils municipaux au suffrage universel direct dans le cadre de 14 circonscriptions électorales selon le mode de scrutin applicable aux communes de plus de 1 000 habitants,,,.
Ces circonscriptions électorales suivent globalement le découpage des conférences des maires, :
- Lônes et Coteaux : Charly, Givors, Grigny, Irigny, La Mulatière, Oullins-Pierre-Bénite, Saint-Genis-Laval et Vernaison ;
- Lyon-Centre : 1er, 2e et 4e arrondissements de Lyon ;
- Lyon-Est : 3e arrondissement de Lyon (partie à l'est de la ligne de chemin de fer Paris-Lyon) ;
- Lyon-Nord : 3e arrondissement (partie à l'ouest de la ligne de chemin de fer Paris-Lyon) et 6e arrondissement de Lyon ;
- Lyon-Ouest : 5e et 9e arrondissements de Lyon ;
- Lyon-Sud : 7e arrondissement de Lyon ;
- Lyon-Sud-Est : 8e arrondissement de Lyon ;
- Ouest : Charbonnières-les-Bains, Craponne, Francheville, Marcy-l'Étoile, Sainte-Foy-lès-Lyon, Saint-Genis-les-Ollières et Tassin-la-Demi-Lune ;
- Plateau Nord-Caluire : Caluire-et-Cuire, Rillieux-la-Pape et Sathonay-Camp ;
- Porte des Alpes : Bron, Chassieu, Mions et Saint-Priest ;
- Portes du Sud : Corbas, Feyzin, Saint-Fons, Solaize et Vénissieux ;
- Rhône Amont : Décines-Charpieu, Jonage, Meyzieu et Vaulx-en-Velin ;
- Val de Saône : Albigny-sur-Saône, Cailloux-sur-Fontaines, Champagne-au-Mont-d'Or, Collonges-au-Mont-d'Or, Couzon-au-Mont-d'Or, Curis-au-Mont-d'Or, Dardilly, Écully, Fleurieu-sur-Saône, Fontaines-Saint-Martin, Fontaines-sur-Saône, Genay, La Tour-de-Salvagny, Limonest, Lissieu, Montanay, Neuville-sur-Saône, Quincieux, Poleymieux-au-Mont-d'Or, Rochetaillée-sur-Saône, Saint-Cyr-au-Mont-d'Or, Saint-Didier-au-Mont-d'Or, Saint-Germain-au-Mont-d'Or, Saint-Romain-au-Mont-d'Or et Sathonay-Village ;
- Villeurbanne : Villeurbanne.

Les six circonscriptions de Lyon et celle de Villeurbanne correspondent à la conférence Lyon et Villeurbanne, les circonscriptions Rhône-Amont, Porte des Alpes, Portes du Sud aux conférences du même nom, la circonscription Lônes et coteaux à la conférence Lônes et coteaux du Rhône moins Sainte-Foy-lès-Lyon, la circonscription Ouest à la conférence Val d'Yzeron plus Sainte-Foy-lès-Lyon, la circonscription Val de Saône aux conférences Nord-Ouest et Val de Saône et la circonscription Plateau Nord-Caluire à la conférence Plateau Nord.

## Liste des conseillers de la métropole de Lyon

### Groupes politiques

Métropole insoumise, résiliente et solidaire : 4 sièges
Communiste et républicain : 6 sièges
Métropole en commun : 3 sièges
Socialistes, la gauche sociale et écologique et apparentés : 13 sièges
Les écologistes : 58 sièges
Progressistes et républicains : 13 sièges
La Métropole pour tous : 2 sièges
Inventer la Métropole de Demain : 10 sièges
Rassemblement de la droite, du centre et de la société civile : 30 sièges
Synergies Métropole : 10 sièges
Non-inscrit : 1 siège

### Conseillers
| Nom                       | Groupe | Groupe                                                        | Circonscription      |
| ------------------------- | ------ | ------------------------------------------------------------- | -------------------- |
| Bertrand Artigny          |        | Les écologistes                                               | Lyon-Ouest           |
| Pierre Athanaze           |        | Les écologistes                                               | Portes du Sud        |
| Camille Augey             |        | Les écologistes                                               | Lyon-Ouest           |
| Émeline Baume             |        | Les écologistes                                               | Lyon-Centre          |
| Benjamin Badouard         |        | Les écologistes                                               | Lyon-Est             |
| Fabien Bagnon             |        | Les écologistes                                               | Lyon-Centre          |
| Nicolas Barla             |        | Les écologistes                                               | Villeurbanne         |
| Yves Ben Itah             |        | Les écologistes                                               | Lyon-Centre          |
| Fatiha Benahmed           |        | Les écologistes                                               | Lyon-Ouest           |
| Bruno Bernard (Président) |        | Les écologistes                                               | Villeurbanne         |
| Pascal Blanchard          |        | Les écologistes                                               | Lyon-Ouest           |
| Yasmine Bouagga           |        | Les écologistes                                               | Lyon-Centre          |
| Claire Brossaud           |        | Les écologistes                                               | Rhône Amont          |
| Vinciane Brunel Vieira    |        | Les écologistes                                               | Villeurbanne         |
| Jérôme Bub                |        | Les écologistes                                               | Lônes et Coteaux     |
| Marie Agnès Cabot         |        | Les écologistes                                               | Lyon-Centre          |
| Jérémy Camus              |        | Les écologistes                                               | Val de Saône         |
| Blandine Collin           |        | Les écologistes                                               | Val de Saône         |
| Catherine Creuze          |        | Les écologistes                                               | Rhône Amont          |
| Hugo Dalby                |        | Les écologistes                                               | Villeurbanne         |
| Nathalie Dehan            |        | Les écologistes                                               | Lyon-Sud-Est         |
| Florence Delaunay         |        | Les écologistes                                               | Lyon-Nord            |
| Mohamed Chihi             |        | Les écologistes                                               | Lyon-Sud             |
| Grégory Doucet            |        | Les écologistes                                               | Lyon-Sud-Est         |
| Hélène Fromain            |        | Les écologistes                                               | Ouest                |
| Véronique Dubois Bertrand |        | Les écologistes                                               | Lyon-Est             |
| Fanny Dubot               |        | Les écologistes                                               | Lyon-Sud             |
| Laurence Frety-Perrier    |        | Les écologistes                                               | Lônes et Coteaux     |
| Nadine Georgel            |        | Les écologistes                                               | Lyon-Ouest           |
| Véronique Giromagny       |        | Les écologistes                                               | Portes du Sud        |
| Sylvain Godinot           |        | Les écologistes                                               | Lyon-Centre          |
| Anne Grosperrin           |        | Les écologistes                                               | Lônes et Coteaux     |
| Philippe Guelpa-Bonaro    |        | Les écologistes                                               | Lyon-Sud-Est         |
| Monique Guerin            |        | Les écologistes                                               | Lyon-Est             |
| Séverine Hemain           |        | Les écologistes                                               | Plateau Nord-Caluire |
| Zemorda Khelifi           |        | Les écologistes                                               | Villeurbanne         |
| Jean-Charles Kohlhaas     |        | Les écologistes                                               | Lônes et Coteaux     |
| Caroline Lagarde          |        | Les écologistes                                               | Villeurbanne         |
| Valentin Lugenstrass      |        | Les écologistes                                               | Lyon-Centre          |
| Michaël Maire             |        | Les écologistes                                               | Lyon-Est             |
| Richard Marion            |        | Les écologistes                                               | Rhône Amont          |
| Vincent Monot             |        | Les écologistes                                               | Lyon-Sud             |
| Véronique Moreira         |        | Les écologistes                                               | Porte des Alpes      |
| Floyd Novak               |        | Les écologistes                                               | Villeurbanne         |
| Joëlle Percet             |        | Les écologistes                                               | Porte des Alpes      |
| Eric Perez                |        | Les écologistes                                               | Lônes et Coteaux     |
| Isabelle Petiot           |        | Les écologistes                                               | Lyon-Est             |
| Sophia Popoff             |        | Les écologistes                                               | Lyon-Ouest           |
| Elie Portier              |        | Les écologistes                                               | Lyon-Ouest           |
| Jean-Claude Ray           |        | Les écologistes                                               | Villeurbanne         |
| Valérie Roch              |        | Les écologistes                                               | Lyon-Sud-Est         |
| Christine Etienne         |        | Les écologistes                                               | Portes du Sud        |
| Corine Subaï              |        | Les écologistes                                               | Villeurbanne         |
| François Thévenieau       |        | Les écologistes                                               | Lyon-Ouest           |
| Lucie Vacher              |        | Les écologistes                                               | Lyon-Sud             |
| Béatrice Vessiller        |        | Les écologistes                                               | Villeurbanne         |
| Matthieu Vieira           |        | Les écologistes                                               | Rhône Amont          |
| Sonia Zdorovtzoff         |        | Les écologistes                                               | Lyon-Sud-Est         |
| Lucien Barge              |        | Rassemblement de la droite, du centre et de la société civile | Rhône Amont          |
| Pascal Blache             |        | Rassemblement de la droite, du centre et de la société civile | Lyon-Nord            |
| Nathalie Bramet-Reynaud   |        | Rassemblement de la droite, du centre et de la société civile | Porte des Alpes      |
| Jérémy Bréaud             |        | Rassemblement de la droite, du centre et de la société civile | Porte des Alpes      |
| François-Noël Buffet      |        | Rassemblement de la droite, du centre et de la société civile | Lônes et Coteaux     |
| Sandrine Chadier          |        | Rassemblement de la droite, du centre et de la société civile | Ouest                |
| Pascal Charmot            |        | Rassemblement de la droite, du centre et de la société civile | Ouest                |
| Philippe Cochet           |        | Rassemblement de la droite, du centre et de la société civile | Plateau Nord-Caluire |
| Claude Cohen              |        | Rassemblement de la droite, du centre et de la société civile | Porte des Alpes      |
| Doriane Corsale           |        | Rassemblement de la droite, du centre et de la société civile | Porte des Alpes      |
| Chantal Crespy            |        | Rassemblement de la droite, du centre et de la société civile | Plateau Nord-Caluire |
| Laurence Croizier         |        | Rassemblement de la droite, du centre et de la société civile | Lyon-Nord            |
| Catherine Dupuy           |        | Rassemblement de la droite, du centre et de la société civile | Plateau Nord-Caluire |
| Messaouda El Faloussi     |        | Rassemblement de la droite, du centre et de la société civile | Porte des Alpes      |
| Laurence Fautra           |        | Rassemblement de la droite, du centre et de la société civile | Rhône Amont          |
| Myriam Fontaine           |        | Rassemblement de la droite, du centre et de la société civile | Plateau Nord-Caluire |
| Séverine Fontanges        |        | Rassemblement de la droite, du centre et de la société civile | Ouest                |
| Gilles Gascon             |        | Rassemblement de la droite, du centre et de la société civile | Porte des Alpes      |
| Christophe Girard         |        | Rassemblement de la droite, du centre et de la société civile | Portes du Sud        |
| Lionel Lassagne           |        | Rassemblement de la droite, du centre et de la société civile | Lyon-Nord            |
| Christophe Marguin        |        | Rassemblement de la droite, du centre et de la société civile | Lyon-Nord            |
| Jean Mône                 |        | Rassemblement de la droite, du centre et de la société civile | Ouest                |
| Dominique Nachury         |        | Rassemblement de la droite, du centre et de la société civile | Lyon-Nord            |
| Gaël Petit                |        | Rassemblement de la droite, du centre et de la société civile | Plateau Nord-Caluire |
| Clotilde Pouzergue        |        | Rassemblement de la droite, du centre et de la société civile | Lônes et Coteaux     |
| Christophe Quiniou        |        | Rassemblement de la droite, du centre et de la société civile | Rhône Amont          |
| Michel Rantonnet          |        | Rassemblement de la droite, du centre et de la société civile | Ouest                |
| Véronique Sarselli        |        | Rassemblement de la droite, du centre et de la société civile | Ouest                |
| Luc Seguin                |        | Rassemblement de la droite, du centre et de la société civile | Ouest                |
| Jean-Jacques Sellès       |        | Rassemblement de la droite, du centre et de la société civile | Porte des Alpes      |
| Julien Smati              |        | Rassemblement de la droite, du centre et de la société civile | Plateau Nord-Caluire |
| Yves-Marie Uhlrich        |        | Rassemblement de la droite, du centre et de la société civile | Val de Saône         |
| Alexandre Vincendet       |        | Rassemblement de la droite, du centre et de la société civile | Plateau Nord-Caluire |
| Issam Benzeghiba          |        | Socialistes, gauche sociale et écologique et apparentés       | Rhône Amont          |
| Dominique Credoz          |        | Socialistes, gauche sociale et écologique et apparentés       | Rhône Amont          |
| Gilbert-Luc Devinaz       |        | Socialistes, gauche sociale et écologique et apparentés       | Villeurbanne         |
| Michèle Edery             |        | Socialistes, gauche sociale et écologique et apparentés       | Portes du Sud        |
| Hélène Geoffroy           |        | Socialistes, gauche sociale et écologique et apparentés       | Rhône Amont          |
| Stéphane Gomez            |        | Socialistes, gauche sociale et écologique et apparentés       | Rhône Amont          |
| Muriel Lecerf             |        | Socialistes, gauche sociale et écologique et apparentés       | Rhône Amont          |
| Jean-Michel Longueval     |        | Socialistes, gauche sociale et écologique et apparentés       | Porte des Alpes      |
| Renaud Payre              |        | Socialistes, gauche sociale et écologique et apparentés       | Lyon-Sud             |
| Anne Reveyrand            |        | Socialistes, gauche sociale et écologique et apparentés       | Villeurbanne         |
| Sandrine Runel            |        | Socialistes, gauche sociale et écologique et apparentés       | Lyon-Sud-Est         |
| Joëlle Sechaud            |        | Socialistes, gauche sociale et écologique et apparentés       | Lônes et Coteaux     |
| Cédric Van Styvendael     |        | Socialistes, gauche sociale et écologique et apparentés       | Villeurbanne         |
| Alain Galliano            |        | Progressistes et républicains                                 | Val de Saône         |
| Yves Blein                |        | Progressistes et républicains                                 | Portes du Sud        |
| Guy Corazzol              |        | Progressistes et républicains                                 | Lyon-Est             |
| Jean-Luc Da Passano       |        | Progressistes et républicains                                 | Lônes et Coteaux     |
| Brigitte Jannot           |        | Progressistes et républicains                                 | Lônes et Coteaux     |
| Prosper Kabalo            |        | Progressistes et républicains                                 | Villeurbanne         |
| David Kimelfeld           |        | Progressistes et républicains                                 | Lyon-Centre          |
| Michel Le Faou            |        | Progressistes et républicains                                 | Lyon-Sud-Est         |
| Catherine Panassier       |        | Progressistes et républicains                                 | Lyon-Nord            |
| Myriam Picot              |        | Progressistes et républicains                                 | Lyon-Sud             |
| Emilie Prost              |        | Progressistes et républicains                                 | Villeurbanne         |
| Thomas Rudigoz            |        | Progressistes et républicains                                 | Lyon-Ouest           |
| Florence Asti Lapperrière |        | Synergies Métropole                                           | Val de Saône         |
| Corinne Cardona           |        | Synergies Métropole                                           | Val de Saône         |
| Gisèle Coin               |        | Synergies Métropole                                           | Val de Saône         |
| Pascal David              |        | Synergies Métropole                                           | Val de Saône         |
| Rose-France Fournillon    |        | Synergies Métropole                                           | Val de Saône         |
| Marc Grivel               |        | Synergies Métropole                                           | Val de Saône         |
| Gilles Pillon             |        | Synergies Métropole                                           | Val de Saône         |
| Maryline Saint-Cyr        |        | Synergies Métropole                                           | Val de Saône         |
| Eric Vergiat              |        | Synergies Métropole                                           | Val de Saône         |
| Max Vincent               |        | Synergies Métropole                                           | Val de Saône         |
| Dephine Borbon            |        | Inventer la Métropole de demain                               | Lyon-Nord            |
| Richard Brum              |        | Inventer la Métropole de demain                               | Lyon-Nord            |
| Carole Burillon           |        | Inventer la Métropole de demain                               | Lyon-Est             |
| Gérard Collomb            |        | Inventer la Métropole de demain                               | Lyon-Ouest           |
| Nathalie Frier            |        | Inventer la Métropole de demain                               | Portes du Sud        |
| Christophe Geourjeon      |        | Inventer la Métropole de demain                               | Lyon-Sud             |
| Louis Pelaez              |        | Inventer la Métropole de demain                               | Lyon-Sud-Est         |
| Nicole Sibeud             |        | Inventer la Métropole de demain                               | Porte des Alpes      |
| Michèle Vullien           |        | Inventer la Métropole de demain                               | Val de Saône         |
| Léna Arthaud              |        | Communiste et républicain                                     | Villeurbanne         |
| Marie-Christine Burricand |        | Communiste et républicain                                     | Portes du Sud        |
| Christiane Charnay        |        | Communiste et républicain                                     | Lônes et Coteaux     |
| Raphaël Debû              |        | Communiste et républicain                                     | Lyon-Ouest           |
| Pierre-Alain Millet       |        | Communiste et républicain                                     | Portes du Sud        |
| Michèle Picard            |        | Communiste et républicain                                     | Portes du Sud        |
| Mathieu Azcué             |        | Métropole en commun                                           | Lyon-Sud-Est         |
| Laurence Boffet           |        | Métropole en commun                                           | Lyon-Centre          |
| Nathalie Perrin-Gilbert   |        | Métropole en commun                                           | Lyon-Sud             |
| Idir Boumertit            |        | Métropole insoumise, résiliente et solidaire                  | Portes du Sud        |
| Moussa Diop               |        | Métropole insoumise, résiliente et solidaire                  | Lônes et Coteaux     |
| Laurent Legendre          |        | Métropole insoumise, résiliente et solidaire                  | Villeurbanne         |
| Florestan Groult          |        | Métropole insoumise, résiliente et solidaire                  | Lyon-centre          |
| Pierre Chambon            |        | La Métropole pour Tous                                        | Lyon-Centre          |
| Izzet Doganel             |        | La Métropole pour Tous                                        | Porte des Alpes      |